# Peter Westbury
Peter Westbury (London, Engleska, 26. svibnja 1938. − Scarborough, Trinidad i Tobago, 7. prosinca 2015.) je bio britanski vozač automobilističkih utrka. Westbury se počeo utrkivati u brdskim utrkama početkom šezdesetih godina, a 1963. i 1964. osvojio je Britansko prvenstvo brdskih utrka. U Europskoj Formuli 2 je nastupao od 1969. do 1972. Najbolji rezultat je postigao 1969., kada je u bolidu Brabham BT30-Cosworth osvojio 11 bodova i peto mjesto u konačnom poretku vozača. Prvi nastup u Formuli 1 je upisao 1969. na Velikoj nagradi Njemačke, ali u Brabhamovom bolidu Formule 2 za momčad Felday Engineering Ltd, gdje nije mogao osvajati bodove. Utrku je završio na devetom mjestu. Na Velikoj nagradi Sjedinjenih Američkih Država 1970. se pridružio momčadi Yardley Team BRM, gdje su mu momčadski kolege bili Pedro Rodríguez, Jackie Oliver i George Eaton. Westbury je vozio bolid Formule 1 BRM P153, identičan kao i njegovi momčadski kolege, ali se na utrku nije uspio kvalificirati. Nastupao je i na utrkama 6 sati Brands Hatcha, 500 km Nürburgringa i 24 sata Le Mansa, no bez većih uspjeha.

## Vanjske poveznice
- Peter Westbury - Driver Database
- Peter Westbury - Stats F1
- All Results of Peter Westbury - Racing Sports Cars